# Faial (Santana)

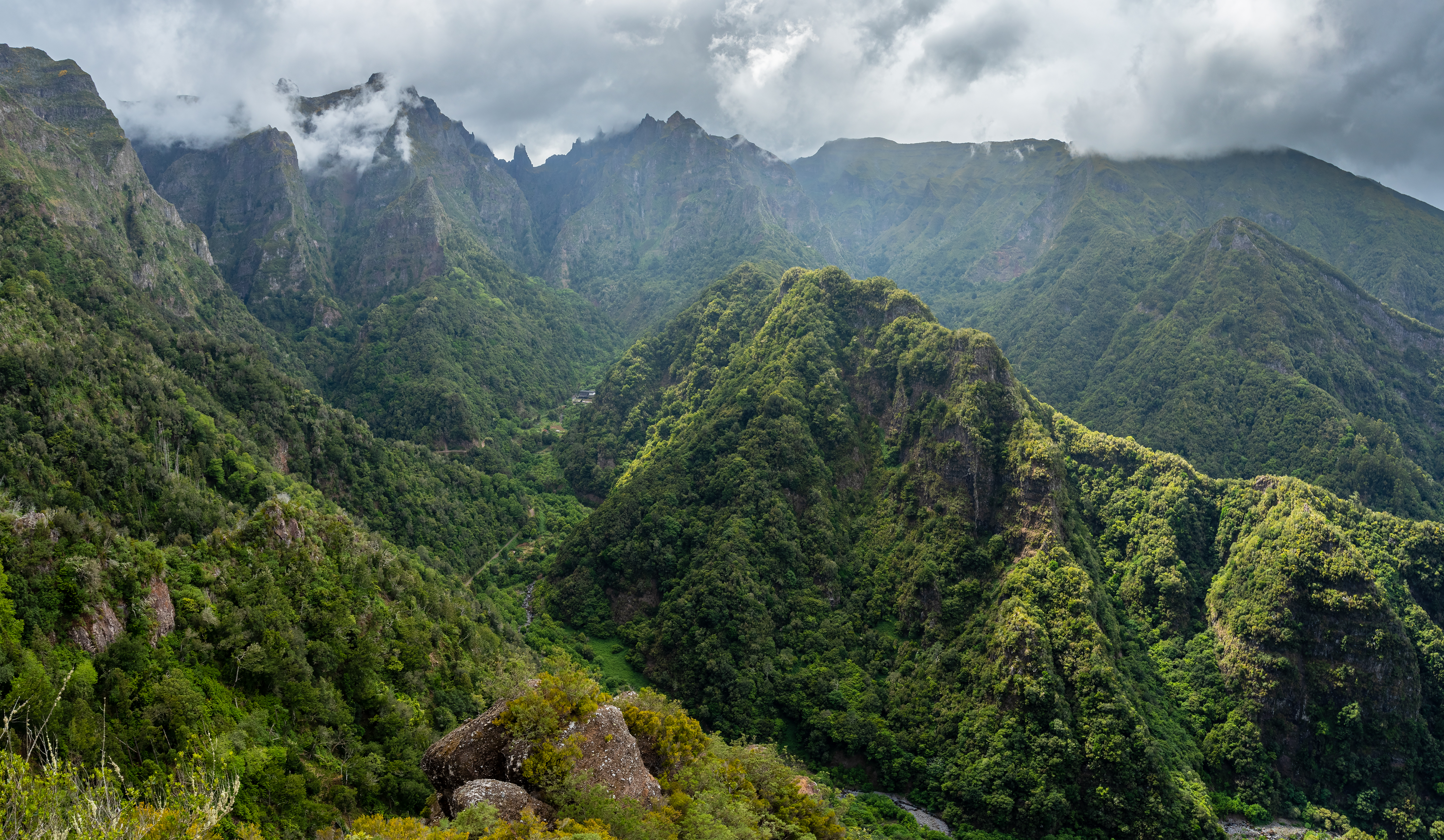
La vallée de Nogueira, vue des hauteurs de de São Roque do Faial. Mai 2023.

Faial est une freguesia portugaise située dans la ville de Santana, dans la région autonome de Madère.
Avec une superficie de 22,60 km2 et une population de 1 961 habitants (2001), la paroisse possède une densité de 86,8 hab/km2.